# Bryum simulans
Bryum simulans är en bladmossart som beskrevs av Brotherus 1929. Bryum simulans ingår i släktet bryummossor, och familjen Bryaceae. Inga underarter finns listade i Catalogue of Life.